# 谢务禄
阿瓦羅·塞梅多（葡萄牙語：Álvaro Semedo，1585年—1658年7月18日），漢名谢务禄，後改名曾德昭，天主教耶稣会葡萄牙籍传教士。明万历四十一年（1613年）到达中国南京，四十四年（1616年）经历南京教案，后改名曾德昭潜回中国继续传教，崇禎九年 (1636年) 离开中国。著有《大中国志》，英文版可参见F. Alvarez Semedo, The History of That Great and Renowned Monarchy of China, London: Lohn Crook, 1655，这本书介绍了大明王朝治下中国的情況。